# Universidade da Cidade do Cabo
A Universidade da Cidade do Cabo (em inglês University of Cape Town - UCT) é uma instituição de ensino superior pública localizada na Cidade do Cabo, na província do Cabo Ocidental, África do Sul.
Fundada em 1829, é a universidade mais antiga do país. Está classificada como melhor universidade da África.